# Hankavesi (sjö i Mellersta Finland)
Hankavesi är en sjö i Finland. Den ligger i kommunen Hankasalmi i landskapet Mellersta Finland, i den centrala delen av landet, 260 km norr om huvudstaden Helsingfors. Hankavesi ligger 98,9 meter över havet. Den är 18,8 meter djup. Arean är 7,87 kvadratkilometer och strandlinjen är 58,14 kilometer lång. Sjön  ingår i Kymmene älvs huvudavrinningsområde. 
För öar i sjön, se: kategori:Öar i Hankavesi (sjö i Mellersta Finland).